# Il mistero Picasso
Il mistero Picasso è un film documentario del 1956 diretto da Henri-Georges Clouzot e basato sulla vita del pittore Pablo Picasso, interpretato da se stesso con la collaborazione di Claude Renoir.
Il film, presentato in concorso al 9º Festival di Cannes, ha vinto il Premio speciale della Giuria.

## Riconoscimenti
- 1956 - Festival di Cannes
  - Premio speciale della giuria